# Kim Ungu
Kim Ungu (hangul: 김응우, handzsa: 金膺禹, RR: Kim Ŭng-u; Mangjongde (Man'gyŏngdae), 1848. június 17. – Mangjongde (Man'gyŏngdae), 1878. október 4.) koreai őrmester, Észak-Koreában máig nemzeti hősként tisztelik, Kim Ir Szen (Kim Il-sung), az észak-koreai örökös elnök dédapja.

## Élete
1848. június 17-én született a Csoszon (Chosŏn)beli Mangjongde (Man'gyŏngdae) településen (ma Phenjan része) Kim Szongnjong (Kim Song-ryŏng) (김송령, 金松齡; 1810–1899) és Ra Hjondzsik (Ra Hyŏn-jik) (라현직; 1811–1897) legidősebb gyermekeként. Három testvére volt: Kim Iguk (Kim Ui-guk) (김의국; 1854–1947), Kim Dzsongszu (Kim Jong-su) (김종수; 1855–1943) és Kim Inszok (Kim In-sŏk) (김인석; 1863–1952). Gyerekkorában a mezőgazdaságban dolgozott, de a családja nagyon szegény volt. Feleségének utóneve nem ismert, csak annyi bizonyos, hogy egy Ri (리, 李) családból származó hölgyet vett el. Házasságukból csupán egy fiúgyermek született, akit Kim Bohjon (Kim Bo-hyŏn)nak neveztek el.

## Részvétele a General Sherman-incidensben
Kim Ungu (Kim Ŭng-u) részvételével, és szerepével kapcsolatban a korabeli írások és az észak-koreai források ellentmondanak egymásnak.
 Észak-Korea szerint a General Sherman-incidens az alábbi módon zajlott:
Az Amerikai Egyesült Államok „General Sherman” nevű hajója 1866 augusztusában (holdnaptár szerint még július volt) megérkezett Csoszon (Joseon)ba. Az eredetileg kereskedési célból érkezett hajó legénysége váratlan lépésre szánta el magát, továbbhajózott Phenjan belseje felé. Ezt meggátolandó, Kim társaival köteleket feszített ki a Tedong (Daedong) folyón. Amikor Kim Ungu (Kim Ung-u) tudomást szerzett arról, hogy az amerikaiak ágyúkkal lövik a koreai lakosokat, és az idegenek fosztogatásba kezdtek, sőt, a királyi sírok holléte után érdeklődnek, önkéntesekből hadsereget verbuvált, akik fából készült csónakokba tüzelőt pakoltak, majd az amerikai hajóhoz vitték és meggyújtották őket. Az amerikai hajó lángra kapott és elsüllyedt. Az amerikaiak később bosszúból egy másik, „Shenandoah” nevű hajót is küldtek, de a koreaiak Kim Ungu (Kim Ung-u) vezetésével azt is elsüllyesztették.
 Ugyanakkor a korabeli írások szerint:
Az amerikai hajó kereskedni akart a Csoszon (Chosŏn)beliekkel, akik megtagadták azt, mert törvény által tiltott volt idegen országokból érkezettekkel kereskedniük. Az amerikaiak továbbhajóztak a koreaiak engedélye nélkül, erre válaszul a koreaiak megtámadták, majd napokig tartó harc során elsüllyesztették a hajót.

## Halála és emlékezete
Fiatalon, 30 évesen hunyt el, ismeretlen okokból. Az utódai által vezetett Észak-Koreában napjainkig úgy emlékeznek meg róla, mint a General Sherman csatahajó elleni támadás vezetőjéről.

## Családja

### Felmenői
- Apai apai dédapja: Kim Bjonghon (김병헌, Kim Byŏng-hŏn) (1744. december 26. – 1796. szeptember 18.)
  - Apai nagyapja: Kim Minszu (김민수, Kim Min-su) (1770. február 27. – 1854. március 1.)
  - Apai nagyanyja: Ko Szonghi (고송희, Ko Song-hŭi) (1772. március 3. – 1832. július 9.)
    - Édesapja: Kim Szongnjong (김송령, Kim Song-nyŏng) (1810. december 1. – 1899. március 12.)
    - Édesanyja: Ra Hjondzsik (라현직, Ra Hyŏn-jik) (1811. március 4. – 1897. január 23.)

### Testvérei
- Kim Iguk (김의국, Kim Ŭi-guk) (1854. március 2. – 1947. február 5.)
- Kim Dzsongszu (김종수, Kim Jong-su) (1855. április 3. – 1943 januárja)
- Kim Inszok (김인석, Kim In-sŏk) (1863. március 22. – 1952. február 3.)